# Punto de Feuerbach

El punto de Feuerbach de un triángulo es el punto de tangencia entre su circunferencia inscrita y su circunferencia de los 9 puntos.

En la geometría de triángulos, la circunferencia inscrita y la circunferencia de los nueve puntos de un triángulo son internamente tangentes entre sí en el punto de Feuerbach del triángulo. El punto de Feuerbach es un Elemento notable de un trángulo, lo que significa que su definición no depende de la ubicación y escala del triángulo. Aparece como X(11) en la Enciclopedia de Centros del Triángulo de Clark Kimberling, y lleva el nombre de Karl Wilhelm Feuerbach.
El teorema de Feuerbach, publicado por Feuerbach en 1822, establece de manera más general que la circunferencia de nueve puntos es tangente a las tres excircunferencias del triángulo, así como a su incircunferencia. John Casey publicó en 1866 una prueba muy breve de este teorema basada en el teorema de Casey sobre los bitangentes de cuatro circunferencias tangentes a una quinta circunferencia; El teorema de Feuerbach también se ha utilizado como caso de prueba para la demostración automatizada del teorema. Los tres puntos de tangencia con los excircunferencias forman el triángulo de Feuerbach del triángulo dado.

## Propiedades
El punto de Feuerbach se encuentra en la recta que pasa por los centros de los dos círculos tangentes que lo definen. Estos centros son el incentro y el centro de nueve puntos del triángulo.
Sean {\displaystyle x}, {\displaystyle y} y {\displaystyle z} las tres distancias del punto de Feuerbach a los vértices del triángulo medial (los puntos medios de los lados BC=a, CA=b y AB=c respectivamente del triángulo original). Entonces,
{\displaystyle x+y+z=2\max(x,y,z),}
o, de manera equivalente, la mayor de las tres distancias es igual a la suma de las otras dos. Específicamente, se tiene que
{\displaystyle x={\frac {R}{2OI}}|b-c|,\,y={\frac {R}{2OI}}|c-a|,z={\frac {R}{2OI}}|a-b|,}
donde O es el circuncentro del triángulo de referencia e I es su incentro.: Propos. 3 
La última propiedad también es válida para el punto de tangencia de cualquiera de los excirculos con el círculo de los nueve puntos: la mayor distancia desde esta tangencia a uno de los puntos medios del lado del triángulo original es igual a la suma de las distancias a los otros dos puntos medios del lado.
Si la circunferencia del triángulo ABC toca los lados BC, CA, AB en X, Y y Z respectivamente, y los puntos medios de estos lados son respectivamente P, Q y R, entonces con el punto F de Feuerbach los triángulos FPX, FQY y FRZ son similares a los triángulos AOI, BOI, COI respectivamente.: Propos. 4 